# Otolito

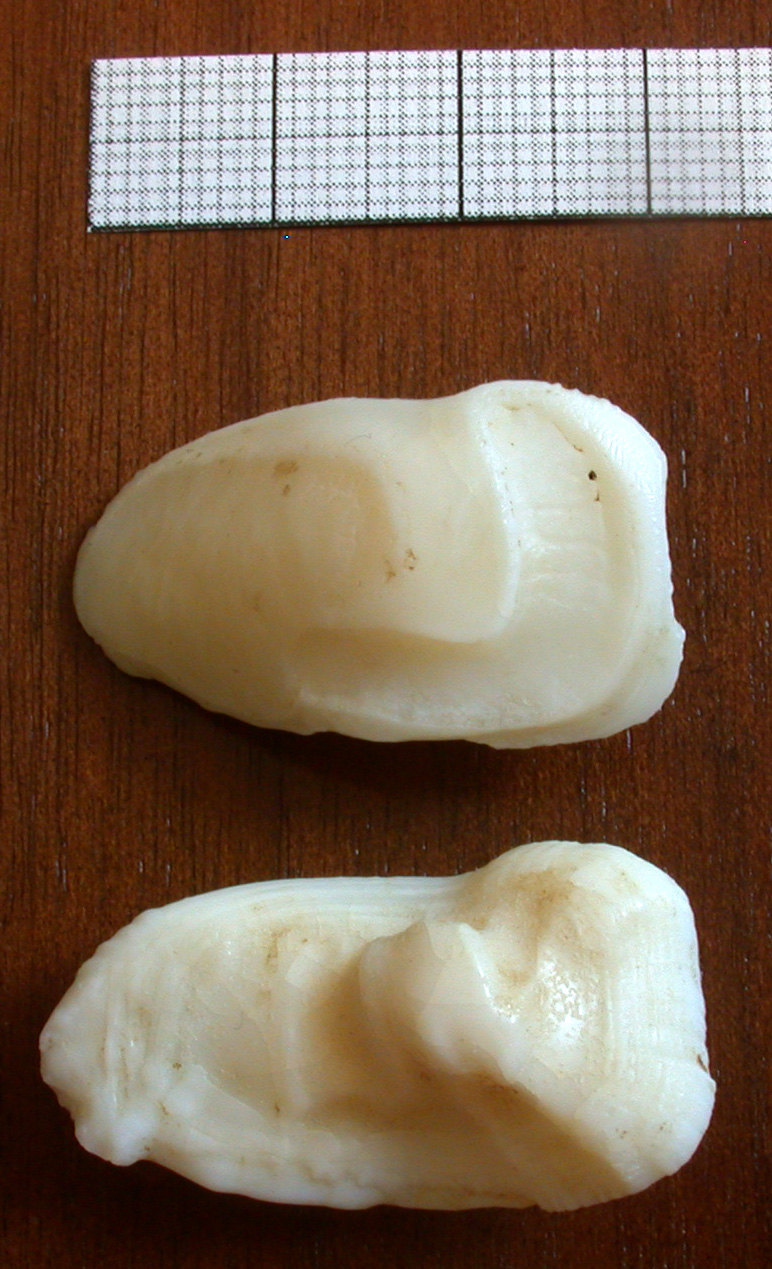
Otolitos de Argyrosomus regius.

Los otolitos son materiales sólidos que se encuentran en el sistema vestibular de los vertebrados (animales con espina dorsal). Le permiten al organismo notar las aceleraciones, la dirección de la gravedad y el equilibrio, y a los peces les sirven para la audición. Son usados por los ictiólogos para determinar la edad de un pez. Asimismo, los utilizan los cetólogos para estudiar la dieta de delfines y ballenas.

## Estructura y función
Son pares de piedras de carbonato cálcico con proteínas, formadas en el líquido endolinfático del laberinto del oído interno, las cuales se alojan en dos cavidades adyacentes del neurocráneo denominadas "cápsulas óticas", estando en contacto con células ciliadas para la audición.
Hay tres pares de otolitos:
- sagitta, en el sáculo
- lapillus, en el utrículo
- asteriscus, en la lagena

De estas tres, la sagitta es la más utilizada para la determinación de la edad y está muy relacionada con la función de la audición. Si se le extirpan las sagittas el pez nada normalmente pero no reacciona a los sonidos como lo haría habitualmente.

## Crecimiento de los otolitos
Los otolitos aparecen a los pocos días de nacer el pez, como un núcleo alrededor del cual irán depositándose nuevas capas de sustancia calcárea a medida que el animal crece. Si se observa con lupa, se observan series de bandas concéntricas translúcidas -zona que creció lento en invierno- y opacas -zona que creció rápido en verano-, que resultan ser distintas por acumular más o menos cantidad de proteínas o aragonito. El número de capas translúcidas nos da la edad exacta del pez en años.
Hay que tener en cuenta una serie de circunstancias que podrían llevar a error, como cambios ambientales que generan bandas que no son anuales o migraciones de los peces que podrían hacer cambiar el patrón de bandas.